# Kofferdam

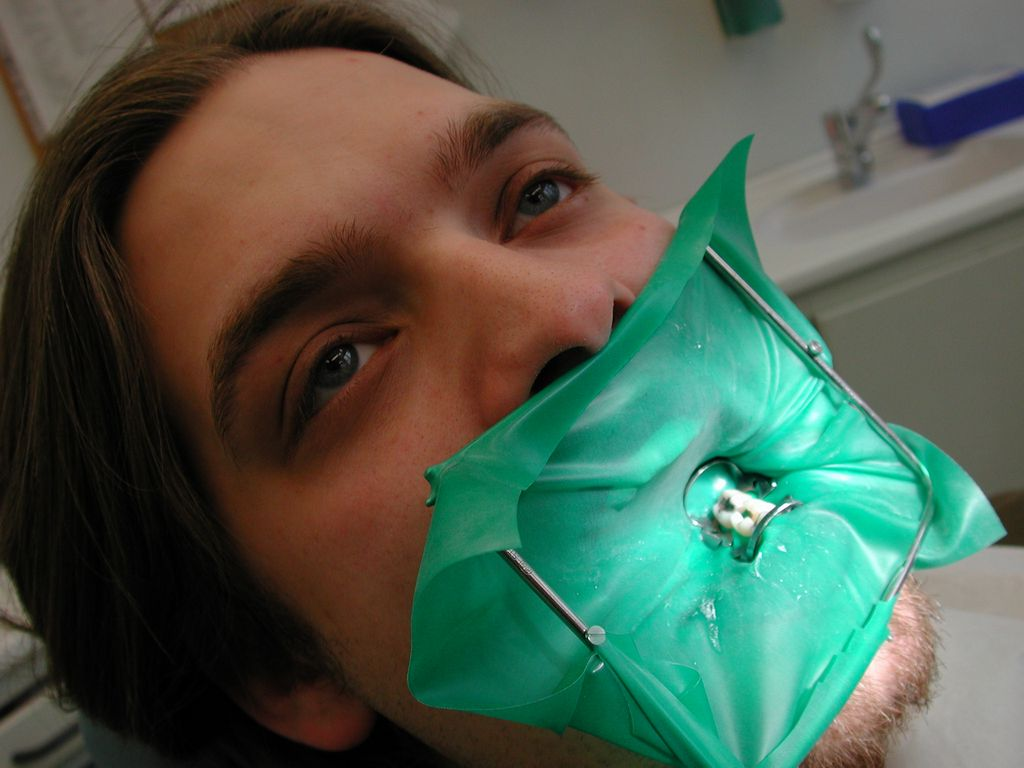
Kofferdam in der Zahnmedizin

In der Zahnmedizin dient ein Kofferdam (korrekt Cofferdam von englisch coffer ‚wasserdichte Struktur‘, ‚Verkleidung‘ (im Schiffsbau) und dam  ‚Deich‘, ‚Dämmung‘, auch Rubberdam von rubber ,Gummi‘, Synonyma: Kofferdamtuch, Spanngummi) zur Abschirmung des zu behandelnden Zahns vom restlichen Mundraum, insbesondere bei einer Wurzelkanalbehandlung, einer Kunststofffüllung, einer Keramik-Einlagefüllung oder einer Amalgam-Entfernung. Somit wird der Zufluss von Speichel verhindert. Der Kofferdam besteht meist aus elastischem Kunststoff oder Gummi. Neben der Abschirmung des Mundraums für die einfachere speichelfreie Behandlung des eröffneten Zahnes wird auch verhindert, dass Fremdkörper verschluckt oder eingeatmet werden können.

## Geschichte

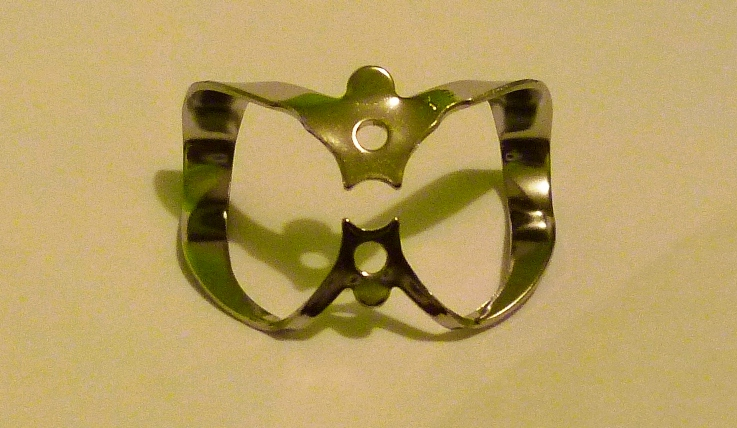
Kofferdam-Klammer; hier: für Frontzahn

Der Kofferdam wurde 1864 von dem New Yorker Zahnarzt Sanford Christie Barnum in die Zahnheilkunde eingeführt. Dabei wurde der Begriff vom Wasserbau entlehnt. Ursprünglich diente er dazu, das Arbeitsfeld trocken zu halten, da es damals noch keine zahnärztlichen Absauganlagen gab. Mit der Verbreitung der Absauganlagen im 20. Jahrhundert verringerte sich die Akzeptanz des Kofferdam bei Zahnärzten und seine Vorteile gerieten in Vergessenheit.

## Vor- und Nachteile
Die Nachteile des Kofferdams sind Beschwerden durch die Druckspannung der Metallklammern am Zahn und das Risiko der Traumatisierung des Zahnfleisches. Solange der Kofferdam gelegt ist, kann der Patient den Mund nicht komplett schließen. Voraussetzung für das Arbeiten mit Kofferdam ist eine uneingeschränkte Nasenatmung.
Der Kofferdam verhindert die Aspiration und das Verschlucken von Kleinteilen während der Behandlung, wie Amalgamreste, Kronenreste, Krankheitserreger, Flüssigkeiten oder Instrumente zur Wurzelkanalbehandlung. Er ist eine zweckmäßige Alternative zur Sicherung von Instrumenten durch Kettchen oder Zahnseide.
Kofferdam erleichtert besonders bei längeren Behandlungen das Offen-Halten des Mundes.
Mit der Kofferdamtechnik ist die absolute Trockenlegung auch unter dem Zahnfleischrand liegender Bereiche möglich. Dies wird durch Anpassen der Kofferdamklammer an den individuellen Wurzelquerschnitt erreicht und ermöglicht durch Verdrängung des Zahnfleisches die Behandlung von Arealen, die sich ohne Kofferdam im nicht sichtbaren Bereich unterhalb des Zahnfleisches befinden. Dieses Vorgehen hat ein hohes Traumatisierungspotenzial für das Zahnfleisch. Bei Anwendung der Adhäsivtechnik wird für den dauerhaften Verbund von Zahnsubstanz und Restaurationsmaterial die absolute Trockenlegung empfohlen.
Der Kofferdam verhindert den Kontakt mit reizenden oder allergisierenden Substanzen, wie sie bei der Wurzelkanalbehandlung oder der Adhäsivtechnik verwendet werden. Laut DGZMK soll eine Kofferdamisolierung bei jeder Sitzung einer Wurzelkanalbehandlung erfolgen, wenn nicht übergeordnete medizinische Gründe (z. B. Allergien, Asthma, Atemwegsobstruktionen, Epilepsie) dies verbieten. Andererseits wird keine Notwendigkeit gesehen, die obligatorische Anwendung zu fordern.
Der Kofferdam hat eine besondere Bedeutung in der Reduzierung der Aerosolbelastung im Rahmen der zahnärztlichen Therapie, da sowohl die Menge als auch die Keimbelastung des produzierten Aerosols deutlich geringer ist. Daher spielt er eine wichtige Rolle bei der Behandlung von Patienten mit Krankheiten, die über Tröpfcheninfektionen übertragen werden.